# Шрёдер, Фридрих (композитор)
Фридрих Шрёдер (настоящее имя — Фридрих Герман Дитрих Шрёдер; нем. Friedrich Schröder; 6 августа 1910, Нефельс, Швейцария — 25 сентября 1972, Западный Берлин, ФРГ) — немецкий композитор.

## Биография
Изучал музыку в Штутгарте, Мюнстере и Берлине. Ещё будучи студентом, написал музыку к нескольким кинофильмам.
В 1934—1937 гг. работал в качестве капельмейстера.
Активно творил в жанре лёгкой музыки.
Умер в Западном Берлине, в возрасте 62 лет.

## Творчество
Автор ряда музыки к кинофильмам, оперетт и шлягеров, многие из которых популярны до сих пор.

## Оперетты
- Свадебная ночь в раю / Hochzeitsnacht im Paradies (1941, экранизирована в 1962 с Марикой Рёкк в главной роли),
- Nächte in Changhai
- Chanel Nr.5
- Das Bad auf der Tenne
- Die große Welt
- Isabella

## Музыка к кинофильмам
- Белые рабы: Броненосец «Севастополь», 1937
- Судьба балерины, 1937
- Fortsetzung folgt, 1938
- Einquartierung bei Klawunde, 1938
- Ein Lied von Liebe, 1938
- Kleiner Mann — ganz groß!, 1938
- Mann für Mann, 1939
- Die Brezel, 1939
- Onkel Fridolin, 1939
- Golowin geht durch die Stadt, 1940
- Ihr Privatsekretär, 1940
- Alles Schwindel, 1940
- Der Kleinstadtpoet, 1940
- Oh, diese Männer, 1941
- Immer nur-Du!, 1941
- Meine Freundin Josefine, 1942
- Weiße Wäsche, 1942
- Ein Windstoß, 1942
- Die große Nummer, 1943
- Akrobat Schööön!, 1943
- Peter Voss, der Millionendieb, 1946
- Nächte am Nil, 1949
- Maharadscha wider Willen, 1950
- Hochzeitsnacht im Paradies, 1950
- Professor Nachtfalter, 1951
- Hilfe, ich bin unsichtbar, 1951
- Die Schuld des Dr. Homma, 1951
- Ein ganz großes Kind, 1952
- Briefträger Müller, 1953
- Der verzauberte Königssohn, 1953
- Die Privatsekretärin, 1953
- Meine Schwester und ich, 1954
- Sanatorium total verrückt, 1954
- Sommarflickan, 1955
- Pulverschnee nach Übersee, 1956
- Das Donkosakenlied, 1956
- Das Bad auf der Tenne, 1956
- Das Sonntagskind, 1956
- Charleys Tante, 1956
- Italienreise — Liebe inbegriffen, 1958
- Ihr schönster Tag, 1962
- Hochzeitsnacht im Paradies, 1962
- Frühstück im Doppelbett, 1963

## Шлягеры
- «Ich tanze mit dir in den Himmel hinein»
- «So stell ich mir die Liebe vor»
- «Man müsste Klavier spielen können» (впервые исполнена Йоханнесом Хестерсом)
- «Liebling, was wird nun aus uns beiden?»
- «Komm mit mir nach Tahiti»
- «Die Negermama singt ein uraltes Lied»
- «Gnädige Frau wo war’n sie gestern?» (Танго впервые исполненное Тео Лингеном)
- «Träume kann man nicht verbieten»